# Panemeria nigrescens
Panemeria nigrescens är en fjärilsart som beskrevs av Barend J. Lempke 1966. Panemeria nigrescens ingår i släktet Panemeria och familjen nattflyn. Inga underarter finns listade i Catalogue of Life.